# Aeroportul Currais Novos
Aeroportul Currais Novos (IATA: QCP, ICAO: SNKN) este un aeroport din Rio Grande do Norte, Brazilia ce deservește zona Currais Novos. A fost numit după zona deservită.
Situat la o altitudine de 365 m, aeroportul dispune de 1 pistă.

## Infrastructură

### Piste
Aeroportul dispune de o singură pistă. Pista 10/28 are suprafața de pietriș și dimensiunile 1.040 m × 30 m. 